# سیارک ۱۸۱۳۲
سیارک ۱۸۱۳۲ (به انگلیسی: 18132 Spector، نامگذاری:2000ON9) هجده هزار و صد و سی و دومین سیارک کشف شده‌است که در ۳۰ ژوئیه ۲۰۰۰ کشف شد.
قدر مطلق سیارک برابر ۱۵٫۷۰ است.